# Alexis Rodríguez Hernández
Alexis Rodríguez Hernández (* 27. April 1977 in Miramas) ist ein ehemaliger spanischer Radrennfahrer und Duathlet.

## Werdegang

### Radrennsport 2001 bis 2011
Alexis Rodríguez begann seine Karriere 2001 bei dem spanischen Radsport-Team Kelme-Costa Blanca. Bei den Untersuchungen im Rahmen der Doping-Razzia beim Giro d’Italia 2001 wurde ihm nichts nachgewiesen.
Nach drei Jahren wechselte er zu Beppi-Ovarense, wo er eine Etappe der Troféu Joaquim Agostinho für sich entschied. Im selben Jahr gewann er die Gesamtwertung des Cinturón Ciclista Internacional a Mallorca. 
Bei der Burgos-Rundfahrt 2006 belegte er den fünften Platz in der Gesamtwertung und 2008 den zweiten Platz in der Gesamtwertung der Volta a Albufeira.
2011erklärte er seine aktive Zeit im Radrennsport für beendet.

### Duathlon seit 2012
2013 wurde er Siebter und im April 2014 Dritter in der spanischen Duathlon-Staatsmeisterschaft.

Bei der ITU-Weltmeisterschaft Duathlon in Pontevedra wurde er im Mai 2014 Fünfter (10 km Laufen, 40 km Radfahren und 5 km Laufen).

### Doping-Untersuchungen 2016
Im März 2015 wurde er im Zuge von Doping-Untersuchungen verhaftet. Er war zusammen mit Rafael Rodríguez Segarra (* 1981) des Handels von Dopingmitteln überführt worden.

## Erfolge
2004
- eine Etappe Troféu Joaquim Agostinho
- Gesamtwertung Cinturón Ciclista Internacional a Mallorca

## Teams
- 2001–2003 Kelme-Costa Blanca
- 2004 Beppi-Ovarense
- 2005 Barbot-Pascoal
- 2006 3 Molinos Resort
- 2007 Paredes Rota dos Móveis
- 2008 Fercase-Rota dos Móveis
- 2009 Supermercados Froiz
- 2010 LeTua Cycling Team (bis 31.07.)
- 2011 LeTua Cycling Team